# Infermiere di pratica avanzata
L'infermiere di pratica avanzata è un professionista dell'infermieristica che ha sviluppato le proprie competenze professionali in un determinato contesto clinico o organizzativo, attraverso un percorso formativo universitario o di rilievo professionale tale da consentire un più approfondito approccio metodologico ai problemi della persona o della comunità assistita.
Nel mondo sono diversi i titoli attribuiti all'infermiere che eroga assistenza avanzata, ad esempio:
| Stati o regioni      | Titoli usati                                                      |
| -------------------- | ----------------------------------------------------------------- |
| Australia            | Nurse Practitioner                                                |
| Canada               | Nurse Practitioner, Clinical Nurse Specialist                     |
| Francia              | Il titolo si applica alla specialità (es. Infirmier anesthesiste) |
| Hong Kong            | Nurse Practitioner, Nurse Specialist                              |
| Islanda              | Nurse Specialist                                                  |
| Irlanda              | Advanced Nurse Practitioner (area della pratica tra parentesi)    |
| Giappone             | Certified Nurse Specialist                                        |
| Paesi Bassi          | Nursing Specialist                                                |
| Thailandia           | Nurse Practitioner, Clinical Nurse Specialist                     |
| Svezia               | Advanced Nurse Practitioner, Advanced Specialist Nurse            |
| Svizzera             | Advanced Practice Nurse, Clinical Nurse Specialist                |
| Sudafrica            | Advanced Practice Nurse                                           |
| Gran Bretagna        | Nurse Practitioner, Advanced Nurse Specialist                     |
| USA                  | Nurse Practitioner, Clinical Nurse Specialist                     |
| Pacifico occidentale | Nurse Practitioner                                                |

## Infermiere specialista clinico
L'infermiere specialista clinico (ISC) è un infermiere di pratica avanzata con una preparazione universitaria superiore (master clinico).
L'ISC è l'esperto clinico nell'accertamento e la pianificazione dell'assistenza nell'area di competenza, ha una conoscenza approfondita dei percorsi diagnostico-terapeutici dei propri assistiti, è in grado di sviluppare i propri interventi secondo le più recenti indicazioni dell'evidence-based nursing.
L'ISC lavora con gli altri infermieri, favorendo la crescita e l'aggiornamento della pratica infermieristica, per migliorare i risultati delle cure al paziente e costruire nuove strategie di assistenza.
Nel 2002, l'International Council of Nurses definiva l'infermiere di pratica avanzata come: "un infermiere abilitato all'esercizio della professione che ha acquisito una base di conoscenze a livello di esperto, abilità per prendere decisioni complesse e competenze cliniche per un esercizio professionale ampliato le cui caratteristiche dipendono dal paese nel quale l'infermiere è accreditato per esercitare", raccomandando il possesso di una laurea biennale conseguita dopo il corso di base (master degree).